# June 1, 1974
Albums par Kevin Ayers
The Confessions of Dr. Dream and Other Stories
(1974) Lady June's Linguistic Leprosy
(1974)
Albums par John Cale
Fear
(1974) Slow Dazzle
(1975)
Albums par Brian Eno
Here Come the Warm Jets
(1973) Taking Tiger Mountain (By Strategy)
(1974)
Albums par Nico
The End
(1974) Drama of Exile
(1981)
June 1, 1974 est un album live sorti en 1974. Il a été enregistré lors d'un concert tenu le 1er juin 1974 au Rainbow Theatre de Londres. Bien que la pochette ne porte que les noms de Kevin Ayers, John Cale, Eno et Nico, d'autres artistes étaient présents sur scène, dont Mike Oldfield et Robert Wyatt.

## Titres
| 1.    | Driving Me Backwards                                      | Eno                                   | 6:07 |
| 2.    | Baby's on Fire                                            | Eno                                   | 3:52 |
| 3.    | Heartbreak Hotel                                          | Axton, Durden, Presley                | 5:19 |
| 4.    | The End                                                   | Densmore, Krieger, Manzarek, Morrison | 9:14 |
| 5.    | May I?                                                    | Ayers                                 | 5:30 |
| 6.    | Shouting in a Bucket Blues                                | Ayers                                 | 5:07 |
| 7.    | Stranger in Blue Suede Shoes                              | Ayers                                 | 3:27 |
| 8.    | Everybody's Sometime and Some People's All the Time Blues | Ayers                                 | 4:35 |
| 9.    | Two Goes into Four                                        | Ayers                                 | 2:38 |
| 45:54 |                                                           |                                       |      |

## Personnel
- Kevin Ayers : chant (5-9), guitare (5-9), basse (1-2)
- Brian Eno : chant (1-2), synthétiseur (1-4, 9)
- John Cale : chant (3), piano (2), alto (1, 9)
- Nico : chant (4), harmonium (4)
- Mike Oldfield : guitare solo (8), guitare acoustique (9)
- Ollie Halsall : piano (1), guitare (2-3, 8), guitare solo (5-7), guitare acoustique (9)
- John Bundrick : orgue (1-3, 5-9), piano, piano électrique (5-7)
- Robert Wyatt : percussions : (1-3, 5-7, 9)
- Archie Leggett : basse (1-3, 5-7, 9)
- Eddie Sparrow : batterie (2, 3, 5-7), grosse caisse (1), timbales (9)
- Doreen Chanter, Liza Strike, Irene Chanter : chœurs (3)